# Luis Miguel (Album)
Luis Miguel ist das zweiundzwanzigste Album von Luis Miguel.

## Das Album
Das Album wurde von Luis Miguel selber produziert. Es wurde am 14. September 2010 veröffentlicht. Die Stücke kennzeichnen das 30-jährige Künstlerleben. nnzeichnet, werden die einfachen "Lips of honey" veröffentlicht. Das Lied "Tres palabras" wurde zum Titellied der mexikanischen Telenovela El triunfo del amor.

## Rezeption
David Jeffries merkt in seiner Rezeption für Allmusic an, dass "Labios de Miel" ein leichtgängiges Eröffnungslied ist und von Beginn an einen helleren Ton setze. Dann wechseln sich 80er-Jahre-Funk-Lieder wie "Mujer de Fuego" und Balladen wie "Tres Palabras" ab. Er meint, dass Miguel mit der CD sowohl neue künstlerische Glaubwürdigkeit erlangt, als auch genügend Lieder dabei sein, für seine Fans, die eher zu seinen 80er-Jahren Alben tendieren.

## Titelliste
| Nr.          | Titel              | Länge |
| ------------ | ------------------ | ----- |
| 1.           | Labios de miel     | 3:55  |
| 2.           | Mujer de fuego     | 3:31  |
| 3.           | Tres palabras      | 2:55  |
| 4.           | Ella es así        | 2:46  |
| 5.           | No existen limites | 3:25  |
| 6.           | Siento             | 3:20  |
| 7.           | Lo que queda de mí | 2:44  |
| 8.           | Es por ti          | 3:44  |
| 9.           | De quién es usted  | 2:41  |
| 10.          | Tal vez me mientes | 2:38  |
| Gesamtlänge: | Gesamtlänge:       | 31:39 |

## Kommerzieller Erfolg

### Chartplatzierungen
| ChartsChartplatzierungen             | Höchstplatzierung | Wochen |
| ------------------------------------ | ----------------- | ------ |
| Mexiko (AMPROFON)                    | 1 (33 Wo.)        | 33     |
| Spanien (Promusicae)                 | 1 (29 Wo.)        | 29     |
| Vereinigte Staaten (Billboard)       | 45 (3 Wo.)        | 3      |
| Vereinigte Staaten (Billboard Latin) | 1 (30 Wo.)        | 30     |

| ChartsJahrescharts (2010)            | Platzierung |
| ------------------------------------ | ----------- |
| Mexiko (AMPROFON)                    | 9           |
| Spanien (Promusicae)                 | 48          |
| Vereinigte Staaten (Billboard Latin) | 52          |

| ChartsJahrescharts (2011) | Platzierung |
| ------------------------- | ----------- |
| Mexiko (AMPROFON)         | 93          |

### Auszeichnungen für Musikverkäufe
| Land/Region         | Auszeichnungen für Musikverkäufe (Land/Region, Auszeichnung, Verkäufe) | Verkäufe |
| ------------------- | ---------------------------------------------------------------------- | -------- |
| Argentinien (CAPIF) | Platin                                                                 | 40.000   |
| Mexiko (AMPROFON)   | 4× Platin                                                              | 240.000  |
| Insgesamt           | 5× Platin ·                                                            | 280.000  |